# 伊斯蒂梅尔
伊斯蒂梅尔，是匈牙利费耶尔州所辖的一个村。总面积53.88平方公里，总人口967，人口密度17.9人/平方公里（2011年1月1日）。